# سرجيو بلانكو
سرجيو بلانكو (بالإسبانية: Sergio Blanco)‏ (25 نوفمبر 1981 بمونتفيدو في الأوروغواي - ) هو لاعب كرة قدم أوروغواني في مركز الهجوم. شارك مع منتخب الأوروغواي لكرة القدم. أما مع النوادي، فقد لعب مع أتلتيكو باتروناتو وشانغهاي غرينلاند شينهوا ومونتيفيديو واندررز ونادي أمريكا ونادي سان لويس ونادي سبورتينغ كريستال ونادي نيكاكسا وناسيونال مونتيفيديو ودورادوس سينالوا ونادي كيريتارو.

## روابط خارجية
- سرجيو بلانكو على موقع إي إس بي إن إف سي (الإنجليزية)
- سرجيو بلانكو على موقع قاعدة بيانات كرة القدم.إي يو (الإنجليزية)
- سرجيو بلانكو على موقع ناشيونال فوتبول تيمز (الإنجليزية)
- سرجيو بلانكو على موقع Soccerway.com (الإنجليزية)
- سرجيو بلانكو على موقع AS.com (الإسبانية)